# Boyshorts
Boyshorts (een plurale tantum) of een boyshort is een type aansluitende onderbroek of bikinibroekje voor vrouwen. De taillelijn ligt laag, op of onder de heupen. De korte broekspijpen zijn min of meer recht afgesneden dwars over de dijen. Boyshorts zijn gebaseerd op en genoemd naar de gelijkaardige onderbroeken voor mannen. 

## Geschiedenis
Boyshorts kwamen op eind jaren 90 bij jongeren en wonnen tijdens de jaren 2000 aan populariteit. In 2004 berichtte The New York Times dat de populariteit van de string haar hoogtepunt had bereikt en dat minder onthullende alternatieven zoals de boyshort aan een opmars bezig waren. Volgens een marktstudie bij meer dan tweeduizend Amerikaanse vrouwen waren hipsters en boy briefs de sterkst groeiende stijlen in 2003 en 2004. In 2010 verklaarde het tijdschrift Cosmopolitan dat de string niet meer hip was en dat de boyshort haar plaats had ingenomen.
Halverwege de jaren 2010 zette de tendens naar meer bedekkend ondergoed zich verder en klom de taillelijn. Samen met de opkomst van broeken en rokken met een hoge taille voor vrouwen, groeide de nichemarkt voor hooggetailleerd ondergoed. Terwijl boyshorts een deel van de dijen bedekken, reikte het figuurcorrigerende en hooggetailleerde ondergoed van de jaren 2010 vooral hoger, tot aan of boven de navel. In 2018 vertegenwoordigden boyshorts slechts een klein deel van het aanbod damesonderbroeken; de dominante types in de Verenigde Staten en het Verenigd Koninkrijk zijn slips, strings, hipsters, bikinislips, 'Braziliaanse' slips en figuurcorrigerende slips.

## Beschrijving

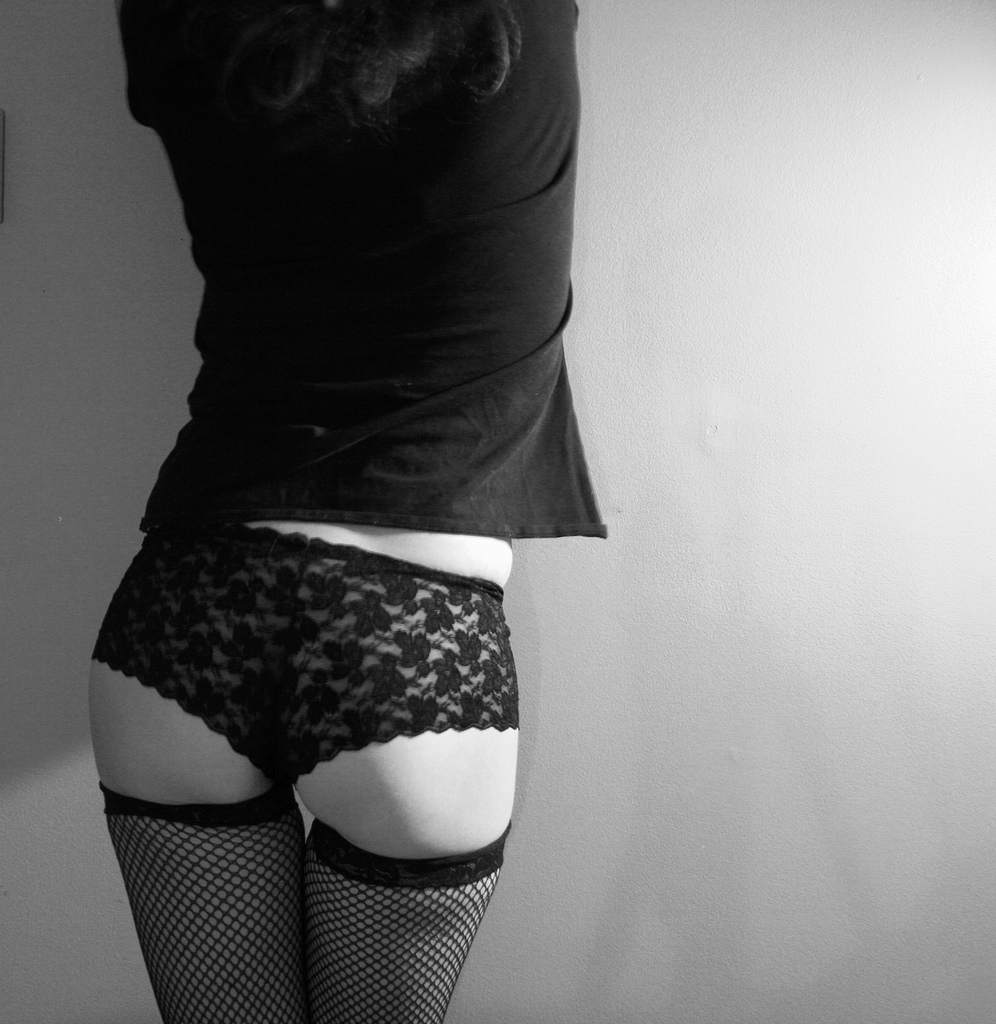
Kanten boyshorts

Boyshorts zitten aansluitend, hebben een taillelijn op of onder de heupen en zijn onderaan min of meer recht afgesneden dwars over de dijen. Sommige boyshorts bedekken de billen volledig, terwijl andere net boven de bil zijn afgesneden. De tegenhanger in de herenmode (nauw aansluitende boxershorts met korte pijpen) worden short-leg boxer briefs genoemd.
Een gelijkaardige onderbroek is de hipster. De hipster zit op dezelfde hoogte, maar heeft geen korte broekspijpen. De hipster verschilt van de bikinislip, die smaller is aan de zijkanten.
De voordelen van boyshorts, aldus Cosmopolitan, zijn het draagcomfort en het feit dat veel mensen er makkelijk beter uitzien met boyshorts dan bijvoorbeeld met een string. Bovendien werken boyshorts in synthetische stoffen figuurcorrigerend. Boyshorts tonen overigens doorgaans geen randen. Meestal zijn ze gemaakt in een ultrafijne stof, zoals een mengeling van elasthaan (Spandex) en katoen, en worden ze met een laser gesneden, waardoor de rand extra fijn is. Soms worden boyshorts voorzien van kleine lintjes of een kanten boord om de vrouwelijkheid te benadrukken. Boyshorts in kant komen ook veel voor. In die vorm kunnen ze deel uitmaken van een lingeriesetje.